# Adobe Captivate
Adobe Captivate (precedentemente noto come FlashCam e RoboDemo) è uno strumento di apprendimento elettronico per Microsoft Windows. Può convertire file SWF generati dallo stesso programma in file AVI, che possono essere caricati su siti di video hosting.
Adobe Captivate permette la creazione di quiz in formato SWF, usando la tecnologia Flash.
Può essere utilizzato anche per catturare screenshot, video di tutto ciò che compare a schermo, e per convertire presentazioni di Microsoft PowerPoint in formato Adobe Flash.

## Storia
Il prodotto è inizialmente nato come un programma unicamente dedicato alla registrazione dello schermo, noto con il nome FlashCam della Nexus Concepts. Successivamente si è evoluto in un software di eLearning dopo che la eHelp Corporation ha acquisito FlashCam e lo ha pubblicato come RoboDemo. Successivamente la società  Macromedia ha acquisito eHelp Corporation per ottenere RoboDemo. Quando Adobe ha acquisito Macromedia, il nome del prodotto è cambiato in Adobe Captivate.

### Versioni
- FlashCam (ottobre 2000, Nexus Concepts)[2][7]
- RoboDemo 2 (maggio 2002, eHelp Corporation)[8]
- RoboDemo 3 (fine 2002, eHelp Corporation) Aggiunte nuove funzionalità[9]
- RoboDemo 4 ed eLearning Edition (primavera 2003, eHelp Corporation) Aggiunta la possibilità di realizzare effetti animati di testo, interfaccia rivista in stile PowerPoint, implementato SCORM, aggiunte slides domande per realizzare quiz[10]
- RoboDemo 5 ed eLearning Edition (fine 2003, eHelp Corporation) Incluse nuove funzionalità: più stretta integrazione con Flash tramite importazione di file FLA e SWF, SCORM 1.2, importazione di video[11][12]
- Macromedia Captivate (ottobre 2004, Macromedia) Nuove funzionalità introdotte da una maggiore compatibilità con i prodotti Macromedia[13]
- Adobe Captivate 2 (ottobre 2006, Adobe) Incluso supporto Flash Video (FLV), esportazione in Flash 8, opzioni di personalizzazione, e supporto per lo standard PENS[14]
- Adobe Captivate 3 (luglio 2007) Nuove funzionalità: inclusa esportazione\importazione in formato XML l'importazione presentazioni in formato .ppt con animazioni ed effetti transizione diapositiva[15]. Questa versione aggiunge un logo Adobe Captivate all'inizio di tutte le simulazioni, che può essere cambiato dall'utente. Successivamente sarà incluso in Adobe Technical Communication Suite[16]
- Adobe Captivate 4 (gennaio 2009) Questa versione amplia le proprie funzionalità a causa della collaborazione con altri prodotti Adobe, interagisce con altri prodotti come Adobe Bridge, Adobe Soundbooth, Photoshop, Adobe Device Central[4]. Questa versione di Adobe Captivate è anche parte di Adobe eLearning Suite[17]

## Caratteristiche
Captivate costruisce e modifica dimostrazioni di software interattivo, simulazioni, podcast, screencast, giochi, demo di programmi e le lezioni. Utilizzando la tecnologia Adobe Flash Tweening, Captivate è in grado di creare screencast che occupano una dimensione (MB) molto minore a quella necessaria per uno screencast standard.
L'utente può modificare le presentazioni con Captivate per aggiungere didascalie, pulsanti cliccabili, caselle di testo, video. L'autore può modificare il contenuto (compreso il percorso, la posizione, l'immagine del puntatore del mouse) e modificare il tempo in cui ogni elemento appare e scompare.

## Formati ed estensioni correlate
| Sigla | Descrizione |
| ----- | --- |
| .avi  | I file AVI sono video codificati con lo standard creato da Microsoft. Captivate può convertire i propri file in AVI |
| .cp   | I file .cp sono i progetti di Captivate salvati che possono essere modificati dall'utente                           |
| .swf  | I file .swf sono completati e non possono essere modificati con Adobe Flash                                         |
| .fla  | I file .fla contengono materiale per le applicazioni Flash, che possono poi convertirli in file SWF                 |
| .flv  | I file .flv sono video codificati con lo standard Flash creati da Adobe Flash                                       |
| .qml  | File XML per rendere possibile l'interazione con altri programmi. Fondamentale per QTI                              |
| .cprr | File XML per conservare le azioni ed i comandi dell'utente                                                          |
| .cpdt | File che contiene template di Adobe Captivate                                                                       |
| .cptl | File che contiene template di Adobe Captivate                                                                       |
| .aggr | File di Captivate Aggregator                                                                                        |
| .crev | File di Captivate Review                                                                                            |

1. ↑  Aggregator è un'applicazione che permette di pubblicare molti moduli differenti di Captivate
2. ↑  Review permette di realizzare un progetto di Captivate in maniera collaborativa, permette infatti di condividere un progetto con altri autori on line. Review non richiede una licenza Adobe Captivate